# 甲仙鎮海軍墓
23°09′15″N 120°38′20″E / 23.154069°N 120.638895°E

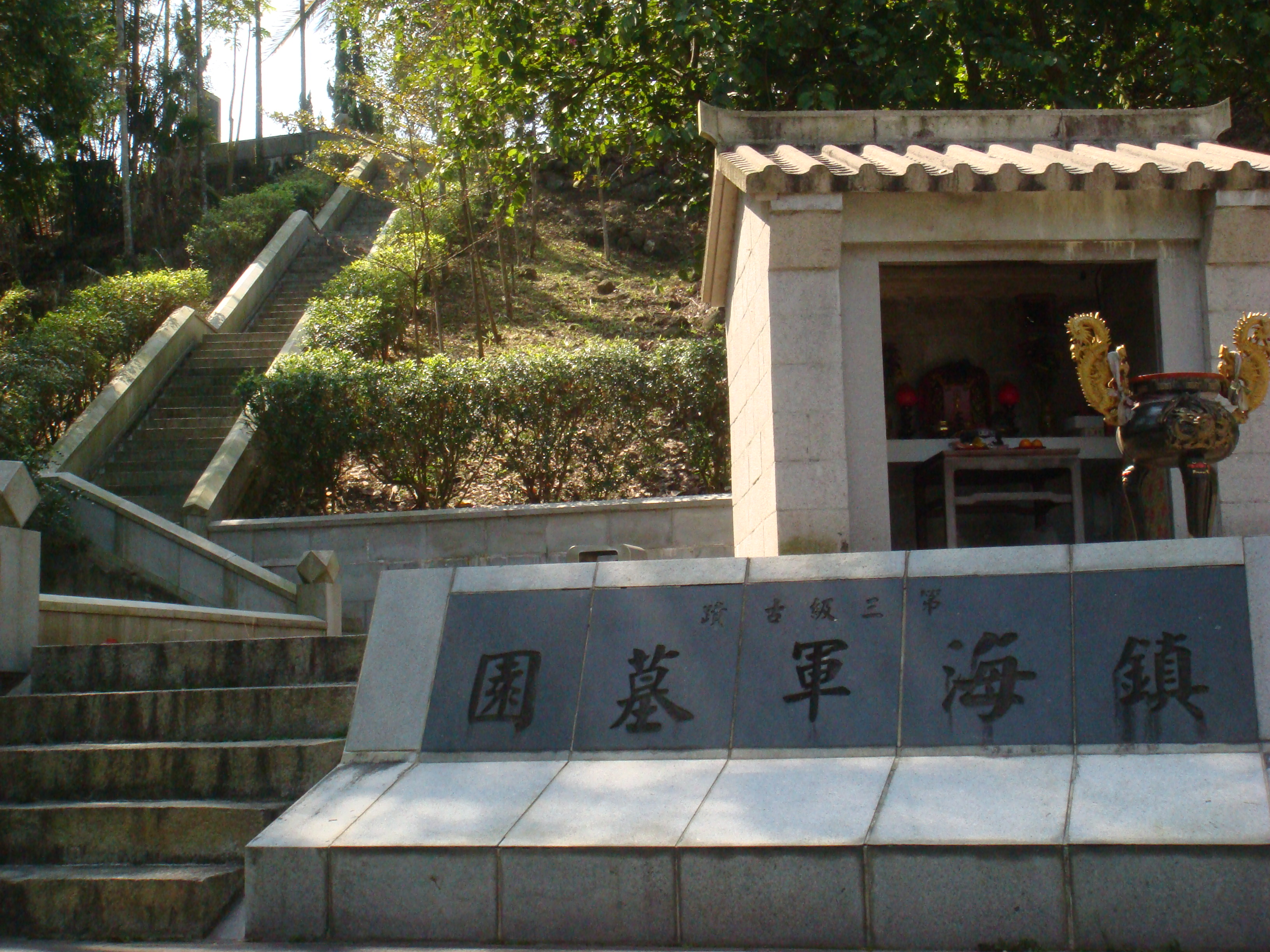
甲仙鎮海軍墓園國家第三級古蹟碑與紀念祠

甲仙鎮海軍墓，臺灣直轄市定古蹟，位於高雄市甲仙區小林里五里埔58號前草坪，省道台21線222.5公里旁。墓地埋有清代臺灣駐防軍隊「鎮海中軍前營」官兵等，1985年甲仙鄉志載有「楚南墳」96座，2008年現存墓碑85座。

## 歷史

### 嘉義大陂橫貫道路
1874年（同治十三年）牡丹社事件後，滿清始承認領有臺灣東部之事實，開始積極後山墾殖。嘉義以南，開拓有六條聯絡臺灣東西部的橫貫道路，然因山區不靖，原住民時而突擊商旅，又路況維持不易，至1881年(光緒七年)僅存三條崙路道可溝通枋寮與巴塱衛（今臺東縣大武鄉）。 
1885年（光緒十二年），臺灣甫宣佈建省，時劉銘傳因務海防而主政臺灣。為了積極聯絡後山軍防與資源，劉銘傳下令修築嘉義至大陂（今臺東池上）的橫貫道路。令駐防安平的記名提督楊金龍、臺灣鎮總兵章高元，各出七成隊伍，以嘉義為基地向東開拓道路。
楊金龍部指揮有鎮海中軍前營，章高元統領有鎮海中軍正、副兩營。三月初抵達嘉義，三月十八日抵達後大埔(今嘉義縣大埔鄉)，過雁裏溪(雁裏日本治臺時期稱雅里，即今日高雄市桃源區區公所，雁裏溪則是今日的荖濃溪)，越八潼關（今日大關山隧道的埡口）。東面部份則是由後山統領張兆連負責開通，修路官兵為張兆連統帥的鎮海後軍，由大陂溯新呂武溪而上，東西方於八潼關會師。
高雄縣甲仙鄉之五里埔，位於嘉義至大陂橫貫道路之嘉義至甲仙段，是為鎮海中軍駐營所在地，鎮海軍墓即位於軍營駐地之旁。

### 鎮海軍發展史(1873～1885)
鎮海軍之名起源甚早，唐代時於浙江西道已有以此名號領軍者，取其威赫海防之意，唐蘇州刺史韓滉即任職過鎮海軍節度使。而清代鎮海營則規屬浙江水師，其後有屬左宗棠湘軍一營，此營本屬左宗棠於湖南招募鄉勇的楚軍系統(即湘軍)，並隨左之部屬夏獻綸入臺戍防。其之戰史簡列於下：
- 1873年(同治十二年)於臺灣府設有鎮海營以守海防，營駐地於今日臺南市協進國小內。[7]
- 1874年(同治十三年)牡丹社事件時，鎮海營曾調防蘇澳，並擴增為李學祥統領的鎮海中營與朱名登統領的鎮海左營。[8]
- 1875年(光緒元年)恆春縣獅頭社(今屏東縣獅子鄉)理蕃政策失敗成亂局，鎮海兩營參與征伐。[9]
- 1877年(光緒三年)鎮海左營受校閱於安平，同年七月開赴花蓮鎮壓原住民民變。[10]
- 1878年(光緒四年)花蓮民變復起，在殺戮聲中擴編鎮海後營。鎮海營是此已發展中、左、後三營，均由臺灣道夏獻綸節制。[11]
- 1881年(光緒八年)鎮海營已擴增有鎮海右營與鎮海前營。其軍隊駐紮地如下：
  - 鎮海中營：臺灣府(今臺南)鎮海營，後移防後山卑南
  - 鎮海左營：安平海口。
  - 鎮海右營：先駐嘉義，後移防花蓮港。
  - 鎮海前營：駐防鵝鑾鼻，並於協防鵝鑾鼻燈塔的興建。
  - 鎮海後營：原駐臺北，後回防臺灣府，再調防嘉義。

由此可見鎮海五營負責了南臺灣大半防務，是為戍防南臺灣的主力部隊。
1884年臺灣巡道劉璈下臺，新任巡撫劉銘傳大力整頓臺灣軍防，使全臺駐軍僅存留練兩兵營，防務三十五營，當中湘軍體系十六營，原鎮海營體系分駐地如下：
- 鎮海中營：副將張兆連統領，駐卑南(現在台東）。
- 鎮海左營、鎮海後營：記名提督方春發統領，駐鳳山。
- 鎮海右營：不明，可能亦歸上述方春發統領。
- 鎮海前營：記名提督楊金龍統領，駐臺灣府。

原來鎮海營系統乃為湘軍體系，劉銘傳則屬淮軍系統下銘軍體系，對劉而言鎮海軍屬非嫡系，自然要「好好整頓」一番。
1885年，成立鎮海軍，分立上述駐防地三軍於下：
- 鎮海中軍：臺南府城，分正、副、前三營。
- 鎮海前軍：駐鳳山，分中、左、右三營。
- 鎮海後軍：駐後山，分中、左二營。

是此鎮海中軍番號已出現。
以下介紹葬於甲仙五里埔之鎮海中軍前營之發展史。

### 鎮海中軍前營
統領鎮海中軍前營的記名提督楊金龍，早年隨左宗棠平定新疆亂事。湘軍入調臺灣後，受命指揮鎮海前營。鎮海軍成立後，指揮鎮海中軍正、副、前三營。1885年鎮海中軍前營修築橫貫道路之際，因病調回中國，餘部遂由臺灣總兵章高元指揮。鎮海前營之前事跡於此不補述，成軍之後駐防臺南。
1885年(光緒十二年)參與嘉義至卑南橫貫道路修築，又參與集集至水尾(今花蓮縣瑞穗鄉)橫貫道路，此道今日尚存，稱之「丹大越嶺古道」。 1887年，鎮海中軍由新任臺灣鎮總兵的淮軍將領萬國本指揮。
1888年(光緒十五年)移防宜蘭，隨後即長駐宜蘭。1895年(光緒二十一年)臺灣民主國成立時，鎮海軍曾駐防白沙墩(苗栗縣通霄鎮)。是此與甲仙鎮海軍墓關係遙遠，至此不談。

### 淮軍體制下營的編制
相對於今日以師為指揮單位，昔日的淮軍以營為指揮單位，由營官負責指揮之權。每營之中分為四哨，各哨領八隊，八隊之中有抬槍、刀矛、小槍等隊，每隊從10人到12人不等，設有什長一名，伙勇一名。另有營官親兵六隊，分有小槍、刀矛、山炮各兩隊，每隊連同什長、伙勇共12名，六隊共72名。堪稱特別的是長夫的編制，類似太平軍的土兵、今日的工兵，每營編制180名。以上，整個營連同營長總共685人。
1862年初與太平軍接仗後，李鴻章深感新式火器的威力，開始著手改革淮軍的編制，就武器方面而論，有新式步槍的組成與炮隊的建置。在新式淮軍的編制裡，每哨廢除刀矛、抬槍等隊，改小槍隊為洋槍隊，並設置山炮隊，一個哨共有六個洋槍隊與兩個山炮隊，每隊加上什長、伙勇均是12名。親兵營中洋槍六隊、山炮兩隊，計72名，整營連同營長共645人，雖然人數略少，但一營可抵兩個營用。

## 鎮海軍墓解析
1885年修築嘉義至大陂橫貫道路之際，所調用楊金龍的鎮海中軍前營，與章高元所統的格林炮隊，即是埋骨於甲仙五里埔官兵的所屬隊伍，所謂格林炮即是早期多管連發機關槍之一種。

### 材質
墓碑為石質，計有砂岩26座，板岩8座，綠色片岩(硬綠泥石)51座。墓葬群之特色在於有墓碑而無墓丘，有墓碑而形狀各異。其板岩者乃五里埔可取得，砂岩則位於五里埔下楠梓仙溪河床處，而綠色片岩則多出於今寶來、桃源至關山啞口一線，疑似官兵開鑿橫貫道路時所運下之石材。

### 銘文
墓碑之中有銘文書寫者不多，僅27座，又書寫方式各異，銘文由尖物刻出，簡樸有力。由銘文可知這群官兵非同姓之家族兵，並且大多來自於湖南，墓群多為鎮海中軍前營之官兵。立碑期間於1885年(光緒十二年)五月至九月，可推測官兵疑似死於南臺灣酷暑下各種橫生的疾病。官兵袍澤相互照顧，為客死異鄉者草葬於營壘之側。此鎮海中軍前營多屬湖南長沙、岳州人氏，對於同鄉者皆書有籍貫與卒亡年月，其它籍貫者書字較少。

### 軍士籍貫與所屬單位
墓碑軍籍多為鎮海中軍前營，亦有鎮海中軍右營者。前營之兵則有後哨、左哨之分，另有後哨第八隊之支隊名。由於墓葬區緊鄰清代鎮海中軍前營駐地營壘，故墓群可能屬於鎮海中軍前營之兵，但亦有可能屬章高元所領之部，故擬定古蹟名稱時採用「鎮海軍墓」，以避專奪。

### 逸事
臺灣全島風迷大家樂 (賭博)簽賭風氣時，流行於墳墓間乞求中獎「明牌」，一時間風迷人士湧往鎮海軍墓焚香乞靈，被認為較靈驗之墓碑甚至搭起帆布寮加以參拜，入夜以後仍燈火通明，反而引起文化單位重視。

## 註解
1. ↑  林里傑主編，《甲仙鄉志》(高雄，甲仙鄉公所，1985年)，頁20。
2. ↑  王元穉，《甲戌公牘鈔存》（臺北：大通書局，1987年），頁128。
3. ↑  胡傳著，《臺灣日記與稟啟》（臺北：臺灣銀行經濟研究室，1960年），頁66。
4. ↑  劉銘傳，《劉壯肅公奏議》(臺北：中央研究院計算中心漢籍電子文獻，1997)，頁206。
5. ↑  劉昫，《新校本舊唐書》(臺北：中央研究院計算中心漢籍電子文獻，1997)，本紀第十二，頁329。
6. ↑  臺灣銀行經濟研究室撰，《清德宗實錄選輯(一)》(臺北：臺灣銀行經濟研究室，1964年)，頁53。
7. ↑  黃典權，《臺灣南部碑文集成》(臺北：臺灣大通書局，1987年)，頁350。
8. ↑  沈葆楨，《臺灣福建奏摺》(臺北：臺灣銀行經濟研究室，1959年)，頁50。
9. ↑  沈葆楨，《臺灣福建奏摺》，頁26。
10. ↑  吳贊誠，《吳光祿使閩奏稿》(臺北：中央研究院計算中心漢籍電子文獻，21997年)，頁19。
11. ↑  吳贊誠，《吳光祿使閩奏稿》，頁25。
12. ↑  劉璬，《巡臺退思錄》(臺北：臺灣銀行經濟研究室，1958年)，頁57。
13. ↑  劉銘傳，《劉壯肅公奏議》，頁337。
14. ↑  黃典權，《臺灣南部碑文集成》，頁751。
15. ↑  國史館清史稿校註編纂小組，《新校本清史稿》(臺北：中央研究院計算中心漢籍電子文獻，1997年)，頁12643。
16. ↑  臺灣銀行經濟研究室，《續碑傳選集》(南投：臺灣省文獻委員會，1994年)，頁206。
17. ↑  劉銘傳，《劉壯肅公奏議》，頁218。
18. ↑  臺灣銀行經濟研究室，《劉銘傳撫臺前後檔案no.276-1》（臺北市：臺灣銀行，1969年，平裝本），頁86-87。
19. ↑  連橫，《臺灣通史》(臺北：中央研究院計算中心漢籍電子文獻，1997年)，頁89。
20. ↑  王爾敏，《淮軍志》(北京：中華書局，1987年)，頁46。
21. ↑  王爾敏，《淮軍志》(北京：中華書局，1987年)，頁92
22. ↑  邵之棠主編，《皇朝經世文統編》(臺北：中央研究院計算中心漢籍電子文獻，1997年)，頁16-1。
23. ↑  石萬壽編，《甲仙鎮海軍墓勘查研究》(臺北：內政部民政司史蹟維護科，1991年)，頁22。
24. ↑  石萬壽編，《甲仙鎮海軍墓勘查研究》，頁32。
25. ↑  石萬壽編，《甲仙鎮海軍墓勘查研究》，頁84。
26. ↑  國立中央圖書館臺灣分館. . 臺灣記憶.   [2023-05-10].

## 外部連結
- 甲仙鎮海軍墓——文化部文化資產局 （页面存档备份，存于）
- 甲仙鎮海軍墓——高雄市政府文化局